# Wi Sung Lac
Wi Sung Lac es un diplomático de carrera surcoreana.
Wi Está casado y tiene dos hijos.
Wi Sung Lac fue nombrado embajador en Rusia a partir del 6 de octubre de 2011. 
Wi fue Representante Especial para Asuntos de la Península Coreana Paz y Seguridad.
En julio y septiembre de 2011, como Representante Especial para Asuntos de la Península Coreana de Paz y Seguridad, Wi desempeñó como gerente de asuntos generales de Corea del Norte, incluyendo la desnuclearización de Corea del Norte, y como jefe negociador de la República de Corea en las conversaciones a seis bandas, que encabezó la delegación de la República de Corea a las dos rondas de conversaciones entre las dos Coreas sobre desnuclearización.
Diplomático de carrera de alto nivel con más de treinta y dos años de experiencia en el servicio exterior, se ha desempeñado en muchos otros mensajes importantes que se relacionan directamente con los asuntos de América del Norte, el problema nuclear de Corea del Norte y los asuntos rusos. 
A sus tareas pertenecían: Jefe de Misión Adjunto y Ministro de Asuntos Políticos en Washington, DC, Director General Adjunto de Asuntos de América del Norte, Asesor Especial del Ministro de Relaciones Exteriores y Director de Asuntos rusos. También se desempeñó en Ginebra y Moscú durante los primeros años de su carrera. Control de Armas y Derechos Humanos fueron la principal concentración de sus asignaciones en Ginebra. Cuando en Moscú, trabajó en la situación interna de Rusia, así como las relaciones de la República de Corea y Rusia y la RPDC y Rusia.
Embajador Wi completó cursos de pregrado y postgrado en Relaciones Internacionales por la Universidad Nacional de Seúl. Amplió su formación en estudios rusos del Defense Language Institute, en Monterey, California.
Publicó un libro titulado "Rusia Informe" en la Rusia de Política Interior y Exterior y fue dos veces galardonado por el Presidente y por el Ministro de Relaciones Exteriores, para las contribuciones a 'Nordpolitik' de la República de Corea y de 'mejor reportaje' respectivamente.
- 1977:  Licenciatura Universidad de Ciencia y Diplomacia.
- 13 de mayo de 1979: entró al servicio exterios.
- 02 de julio de 1979: secretario de embajada en Kingston Jamaica.
- Junio de 1981: secretario de primera clase de embajada en Ginebra.
- Junio de 1993: secretario de primera clase de embajada en Moscú.
- Febrero de 1996: gerente en el Ministerio de Asuntos Exteriores.
- 1997: empleado en la Secretaría Presidencial de Asuntos Exteriores y de Ejecutivos de Seguridad Nacional.
- Julio de 1999: Consejero de Embajada en Washington, D C.
- De 2002 a 2003: ministro de embajada y asesor del comercio.
- De 2003 a 2004: Director del departamento de América del Norte.
- 2003-2003: Comité Ejecutivo deö Transición Presidencial.
- En 2004 acciones de los Estados Unidos.
- De 2004 a 2004 Coordinador de la Política del Consejo de Seguridad.
- Septiembre de 2007 profesor adjunto en la Universidad Central Diplomacia.
- Marzo de 2008: Asistente Especial del Ministro de Relaciones Exteriores.
- Febrero de 2009 director de departamento de Las negociaciones de paz.
- Del 06 de octubre de 2011 al 13 de mayo de 2015 fue embajador en Moscú.[1]